# ヴィルヘルミーネ・ライヒャルト

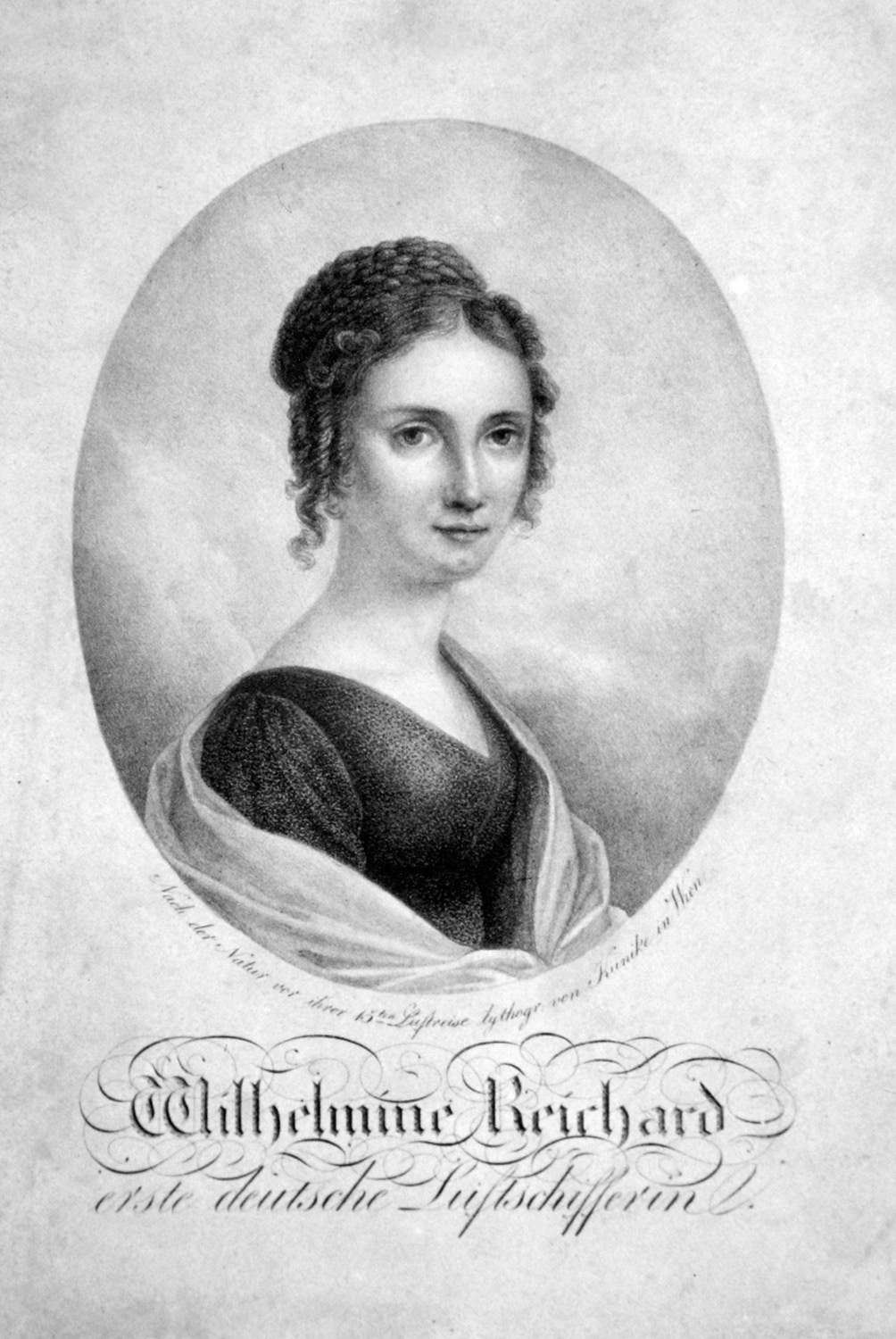
ヴィルヘルミーネ・ライヒャルト
（Adolph Friedrich Kunikeのリソグラフ、1820年頃）

ヴィルヘルミーネ・ライヒャルト（Johanne Wilhelmine Siegmundine Reichard、旧姓 Schmidt、1788年4月2日 - 1848年2月22日）は、ドイツの女性の気球乗りである。ドイツ人女性として最初に気球で飛行した。
ブラウンシュヴァイクに生まれた。父親はブラウンシュヴァイク＝ヴォルフェンビュッテル公の料理番 (cup-bearer) であった。1807年、科学者のヨハン・ライヒャルトと結婚した。家族はベルリンに移り、夫はその年、初めて気球を製作し飛行した。ヨハン・ライヒャルトはドイツで2番目の気球で飛行した人物となった。
1811年4月16日、ヴィルヘルミーネはベルリンから最初の気球によるソロ飛行を行い、高度5,000mに達し、33.5kmを飛行し、無事着陸した。ドイツでもフランス人女性のソフィー・ブランシャールが前年9月にフランクフルトで飛行をしているが、ドイツ人女性で最初の飛行となった。1811年のライヒャルトの3度目の飛行で高度7,800mに達したが、酸欠で気を失い、森に不時着し、負傷を負って付近の農民に助け出された。
夫の工場の購入の資金を得るために、興行飛行を行った。1816年10月に事故後、初めて飛行し、アーヘンや、プラハ、ウィーンでも飛行し、ドイツ語圏では有名な気球乗りとなった。1820年のミュンヘンのオクトーバー・フェストでの飛行が最後となった。
夫は1835年まで気球飛行を行い1844年に没したが、ヴィルヘルミーネは工場の経営を続け、1848年に没した。